# EC 1.18.6
La EC 1.18.6 è una sotto-sottoclasse della classificazione EC relativa agli enzimi. Si tratta di una sottoclasse delle ossidoreduttasi che include enzimi che utilizzano come donatori di elettroni proteine contenenti centri ferro-zolfo con diazoto come accettore.

## Enzimi appartenenti alla sotto-sottoclasse
| numero EC   | nome accettato |
| ----------- | -------------- |
| EC 1.18.6.1 | nitrogenasi    |